# Андрій Мельников
Андрій Мельников (8 вересня, 1981 Україна) — гравець національної збірної України з регбі, грає на позиції замка в другому ряду сутички.